# Сторожка (фильм)
«Сторо́жка» (англ. The Lodge) — психологический триллер 2019 года режиссёров Вероники Франц и Северина Фиалы с Райли Кио, Джейденом Мартеллом, Лией Макхью, а также Ричардом Армитиджем и Алисией Сильверстоун в главных ролях.

## Сюжет
Молодая женщина Грейс выходит замуж за журналиста Ричарда, и теперь ей предстоит стать мачехой двоим детям, чему сами Мия и Эйден не очень-то рады: в отличие от влюбчивого отца они ещё не забыли мать, покончившую с собой из-за развода. К тому же Грейс — дочь основателя секты, 12 лет назад совершившего массовое самоубийство, поэтому дети считают, что отец променял мать на психопатку. Чтобы Мия и Эйден ближе познакомились с Грейс, Ричард отправляет семейство провести пару дней перед Рождеством в отдаленном от цивилизации доме.

## В ролях
- Райли Кио — Грейс Маршалл
- Джейден Мартелл — Эйден Холл
- Лия Макхью — Мия Холл
- Ричард Армитидж — Ричард Холл, отец Эйдена и Мии
- Алисия Сильверстоун — Лора Холл, мать Эйдена и Мии
- Дэнни Кио — Аарон Маршалл
- Лола Рид — Грейс в детстве

## Производство и прокат
Проект был анонсирован в октябре 2017 года, когда Райли Кио присоединилась к актёрскому составу фильма, а Франц и Фиалой в сотрудничестве с Серджио Каши был написан сценарий. Большая часть актёрского состава присоединилась в феврале 2018 года, а основные съемки начались в марте 2018 года, завершившись в том же месяце.
Мировая премьера фильма состоялась на кинофестивале «Сандэнс» 25 января 2019 года, а первоначально в планах было выпустить фильм в США в ноябре 2019 года компанией Neon, но релиз был перенесён на следующий год. Фильм был выпущен в ограниченный прокат в США 7 февраля 2020 года, позже продлившись до 21 февраля.